# Ficus cordata subsp. salicifolia
Sous-espèce
Synonymes
- Ficus ambiguum Forssk.[1]
- Ficus eucalyptoides Batt. & Trab.[1]
- Ficus indica Forssk.[1]
- Ficus pretoriae Burtt Davy[1]
- Ficus salicifolia Vahl[1],[2]
- Ficus taab Forssk.[1]
- Ficus teloukat Batt. & Trab.[2]
- Urostigma salicifolium Miq.[1]

Ficus cordata subsp. salicifolia ou Ficus teloukat est une sous-espèce de plantes à fleurs du genre Ficus et de la famille des Moracées.

## Synonymes
Ficus cordata subsp. salicifolia a pour synonymes : 
- Ficus ambiguum Forssk.[1]
- Ficus eucalyptoides Batt. & Trab.[1]
- Ficus indica Forssk.[1]
- Ficus pretoriae Burtt Davy[1]
- Ficus salicifolia Vahl[1],[2]
- Ficus taab Forssk.[1]
- Ficus teloukat Batt. & Trab.[2]
- Urostigma salicifolium Miq.[1]